# 八幡橋 (坂戸市)

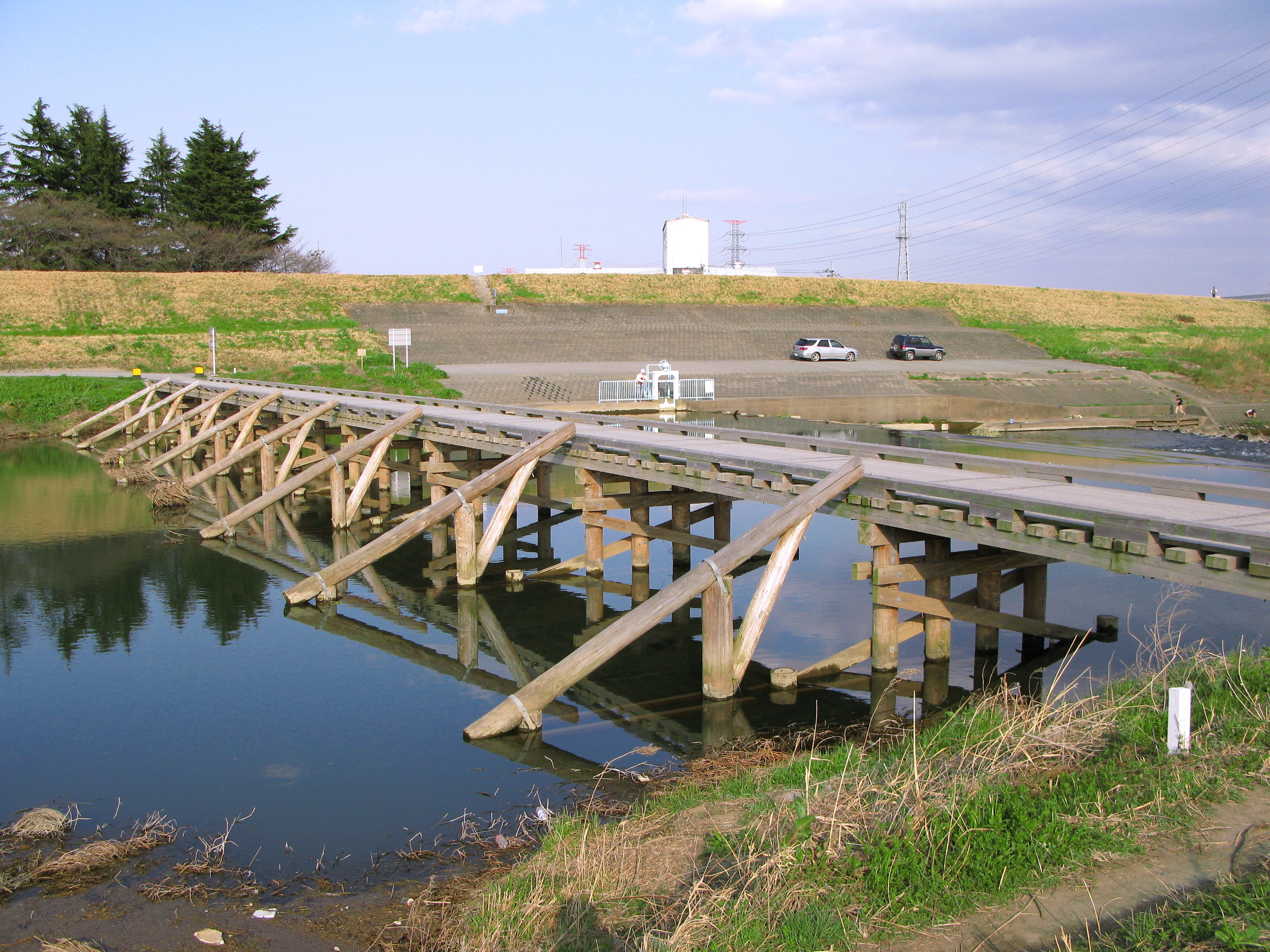
八幡橋（2010年3月）

八幡橋（はちまんばし）は埼玉県坂戸市大字小沼の越辺川に架かっていた坂戸市道1449号線の冠水橋である。

## 概要
越辺川の終点からおよそ2.6 kmの地点に架かる、坂戸・川島両地区の生活道路となっている橋で、橋長65メートル、幅員2.9メートルの木桁橋の冠水橋（潜水橋）である。床版は木床で根太（梁）にH形鋼を併用している。地覆は木製で欄干は一切無い。橋脚は木製で、木組みの流木避けが設けられている。橋脚は8基あり9径間の橋である。
木製の橋であるが自動車の通行も可能である。通行制限があり、車幅制限は橋の両詰に設置された標識にて1.9メートルで、重量制限は2.0 tであったが、老朽化に伴い、2021年（令和3年）2月1日より軽自動車以下（車幅制限1.48メートル、重量制限1.0 t）に引き下げられている。橋の両入口に進入制限用のブロックが設置されている。道幅が狭いことから片側交互通行である。橋の管理者は坂戸市である。橋に通じる取付道路は一度堤防をクランク状に乗り越えて河川敷に入る。
本橋は坂戸市フィルムコミッションに指定され、上流側にある本橋と同様の構造の冠水橋である島田橋と同様にテレビ・映画関係者も注目する撮影スポットとなっているほか、彩の国景観賞（心にうるおい部門）を受賞している。
冠水橋なので、台風などの大雨の際は通行止めとなる事があった。また、橋の損傷のため臨時に通行止めとなる場合があった。

## 歴史

### 八幡の渡し
江戸期頃には「八幡の渡し」と称される渡船場が字簗瀬の場所に設けられていて小沼村と中山村を結んでいた。渡し場が川島往還の起点でもあった。また、同じ場所には中川河岸と称される河岸場も存在した。明治期には中山村側の里道の廃止の際に数町（数百メートル）上流側の場所（現在の川島町八幡付近）に渡し場が移転されている。

### 架橋
冠水橋が架けられた時期は明瞭ではないが、昭和期に越辺川の河川改修が1944年（昭和19年）から1954年（昭和29年）にかけて実施され、河川改修を機に東に蛇行していた流路をショートカットする新河道（捷水路）が新たに開削されたことにより、小沼地区の一部は左岸側（川島町側）に取り残され飛地化している。旧流路は廃川されたため三日月湖となり左岸側の堤内地に取り残されていた。その飛地化した場所を結ぶように1955年（昭和30年）に冠水橋が新河道上に架けられている。三日月湖は工業団地の建設に伴ない埋め立てられ、旧堤防も削平された。
冠水橋の老朽化に伴い、架け替えの予算化を坂戸市と川島町で検討していた中、2007年（平成7年）9月の台風9号による水害で流失した。復旧工事が年内に実施され、翌年の2008年（平成8年）に架設された。施工は上流にある冠水橋の島田橋を架設した業者が行なった。3月14日には開通式が挙行され、渡り初めが行なわれた

### 廃止
2022年6月6日の大雨による橋の損傷や、橋脚の一部に腐食が見られたため、2022年（令和4年）6月9日15時より車両通行止めとなっていた（歩行者は通行可）。その後、川島町と橋について協議し利用実態などを鑑みた結果、橋を廃止する方向で検討に入った。2023年（令和5年）3月1日からは歩行者も含めた全面通行止めが実施され、橋の両入口がバリケードで封鎖された。橋は2025年（令和7年）7月中頃を目処に解体撤去される予定。橋の撤去の際は川島町もその費用を一部負担する。これにより越辺川で残っている冠水橋は島田橋だけとなった。

## 周辺

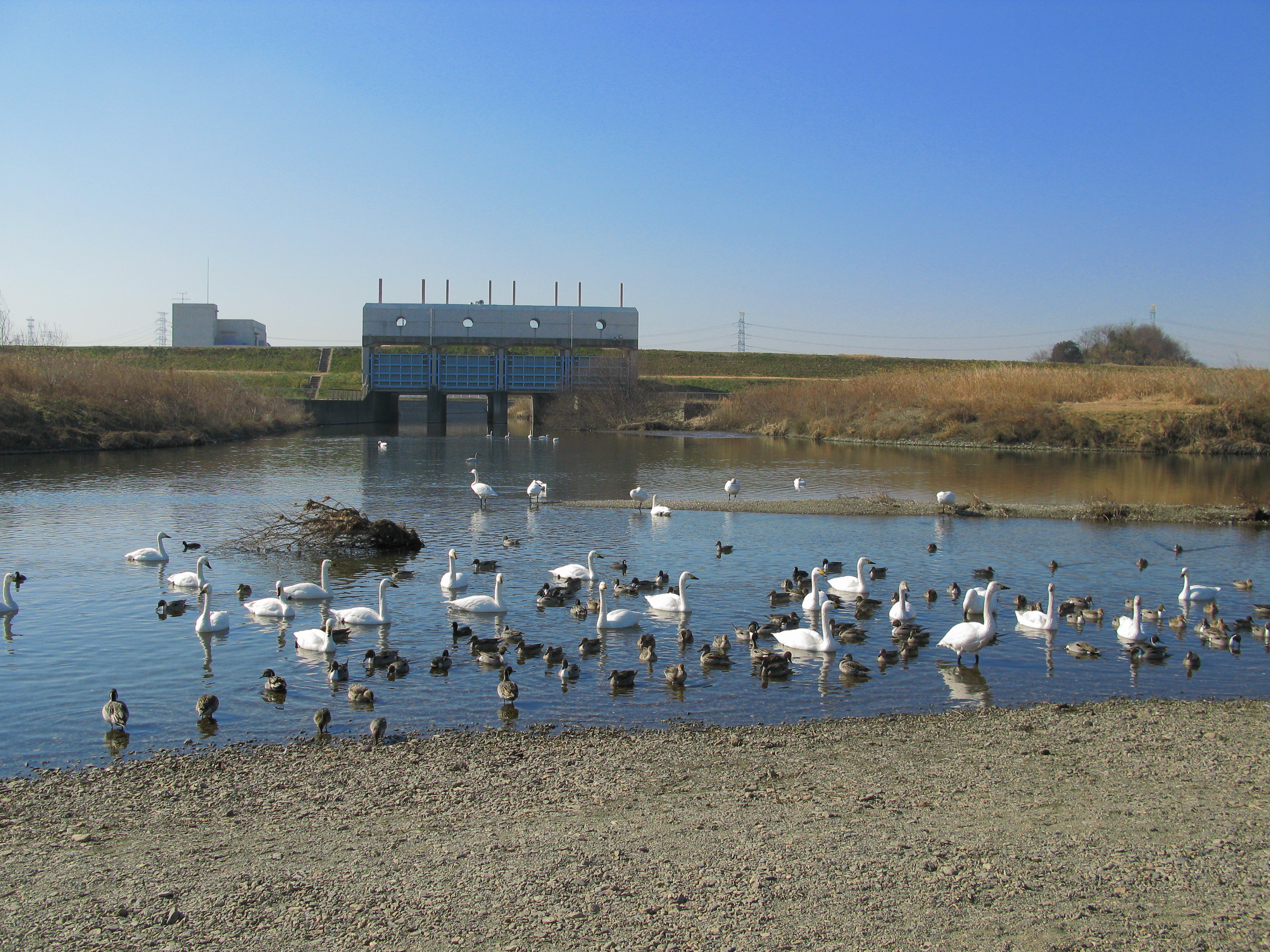
越辺川の白鳥飛来地

この辺りの越辺川では消波ブロックで護岸された深場さあり、ヤマベ（オイカワ）のほか、コイ、マブナなどが釣れる。橋の右岸側の堤内地は広大な農地があり、左岸側の堤内地は自然堤防があり住宅地や工業団地がある。左岸堤防沿いには桜並木もある。橋の北側、飯盛川の合流点周辺にかけて白鳥飛来地がある。橋の西詰の農地にも餌を求めて白鳥が飛来する場合がある。
すぐ川下側に出丸堰がある。
- 川島工業団地
  - 三井精機工業
- 八幡団地
- 川島郵便局
- 飯盛川排水機場
- 八幡雨水排水機場
- 川島町立西中学校
- かわじま公園

## その他
- 本橋の上流側で越生町成瀬地内の越辺川に本橋と同名の橋が存在する。また、本橋の比較的近傍には鶴ヶ島市脚折町内を流れる越辺川支流の飯盛川や、川越市小堤地内を流れる同支流の小畔川にも同名の橋が架かる。離れるが、嵐山町鎌形地内を流れる同支流の都幾川にも同名の橋が架かる。
- ドラマ「おいしい給食」のロケ地に平成の森公園など、川島町内外にある各施設と共に八幡橋が、常節川に架かる木製橋として起用されている[28][29]。

## 風景

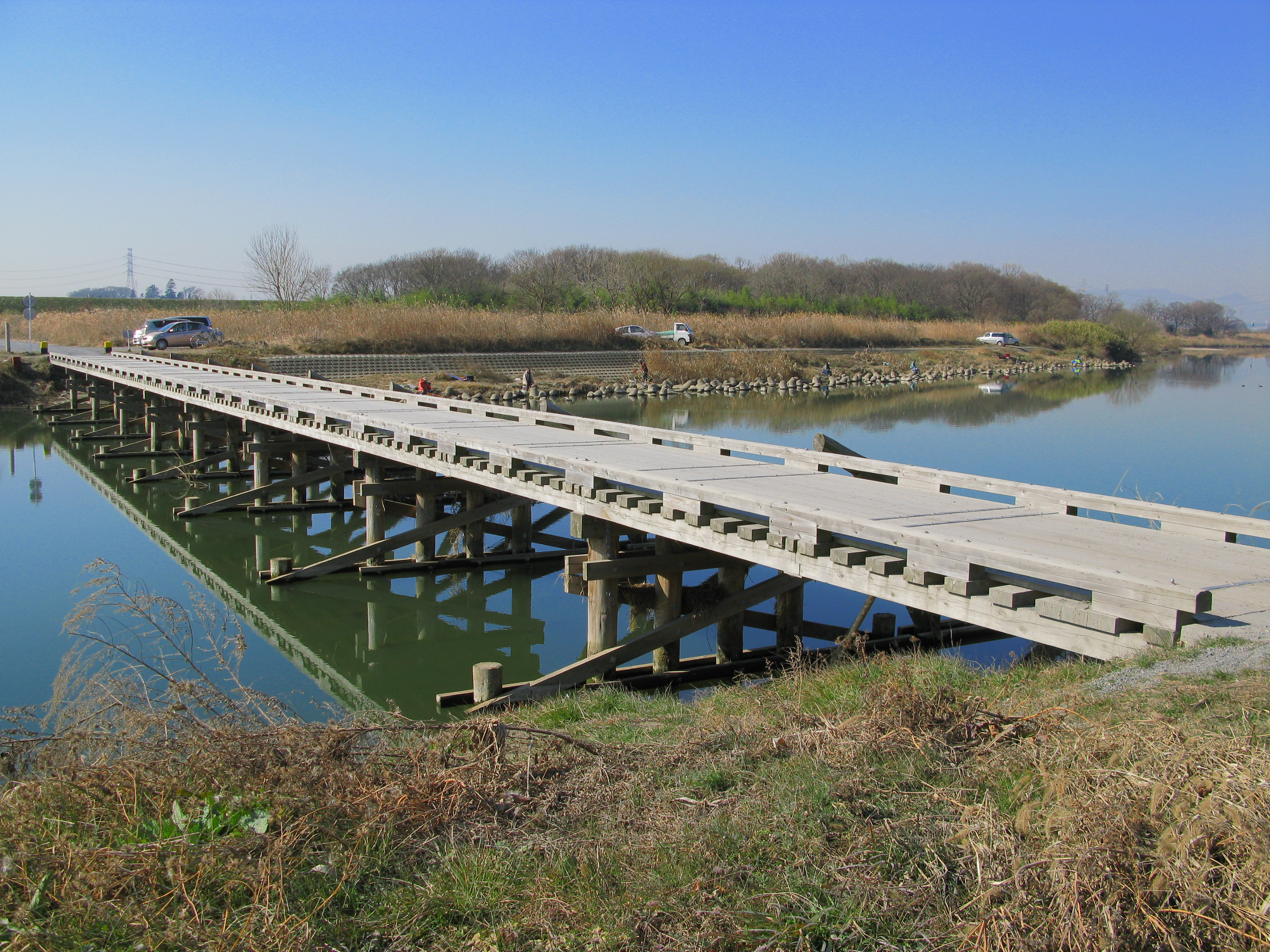
左岸下流側より（2011年2月）
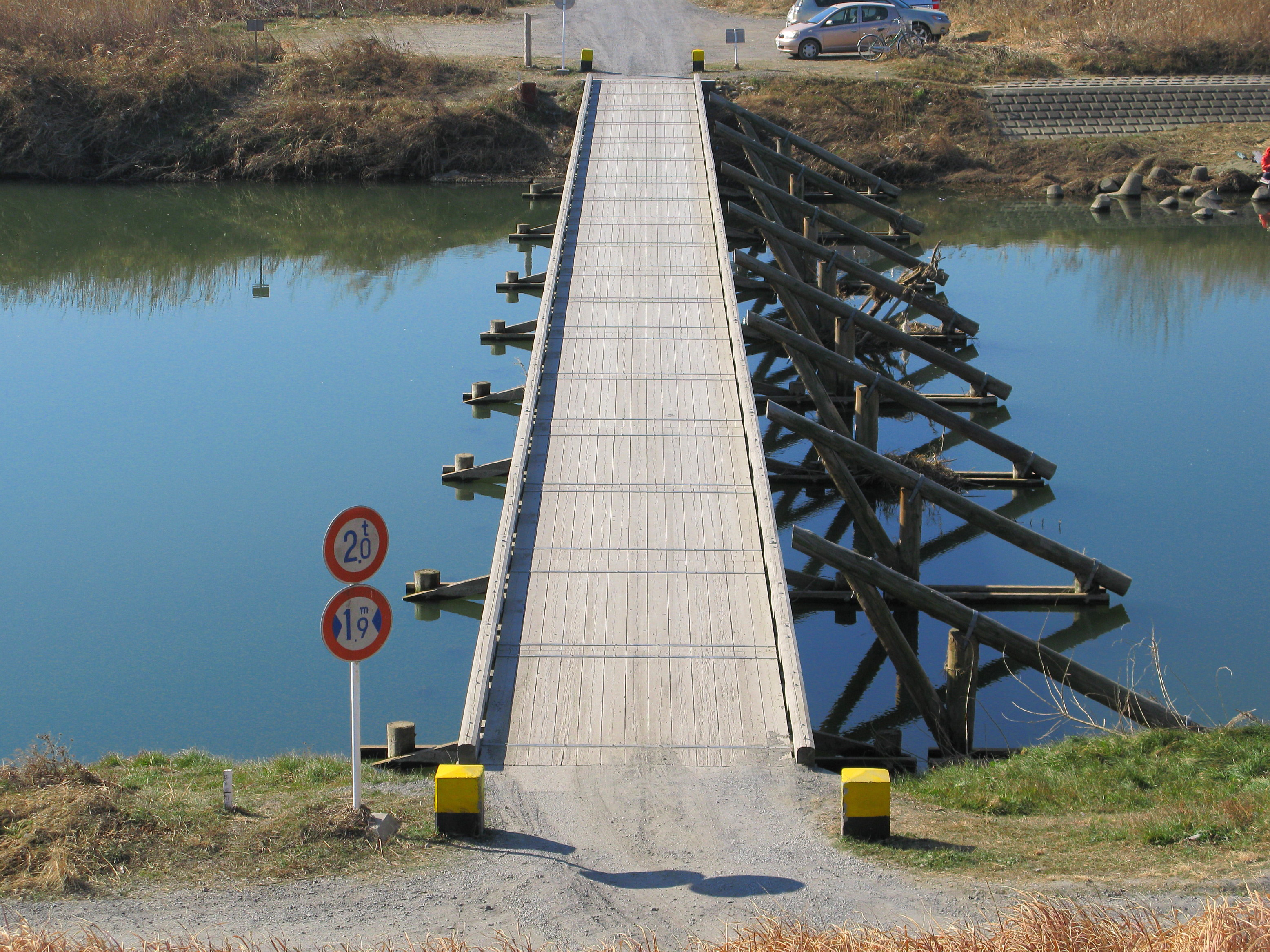
左岸側正面より（2011年2月）

## 隣の橋
- 越辺川

（上流） - 越辺川水管橋 - 天神橋 - 八幡橋 - 越辺川橋 - 道場橋 - （下流）